# Sigmodon planifrons
Sigmodon planifrons es una especie de roedor de la familia Cricetidae.

## Distribución geográfica
Se encuentra sólo en la vertiente del Pacífico de la sierra de Miahuatlán en  México estado de Oaxaca, donde vive en bosques tropicales y subtropicales.